# 考罗什
考罗什，是匈牙利包尔绍德-奥包乌伊-曾普伦州所辖的一个村。总面积15.32平方公里，总人口514，人口密度33.6人/平方公里（2011年1月1日）。